# Harald Stieding

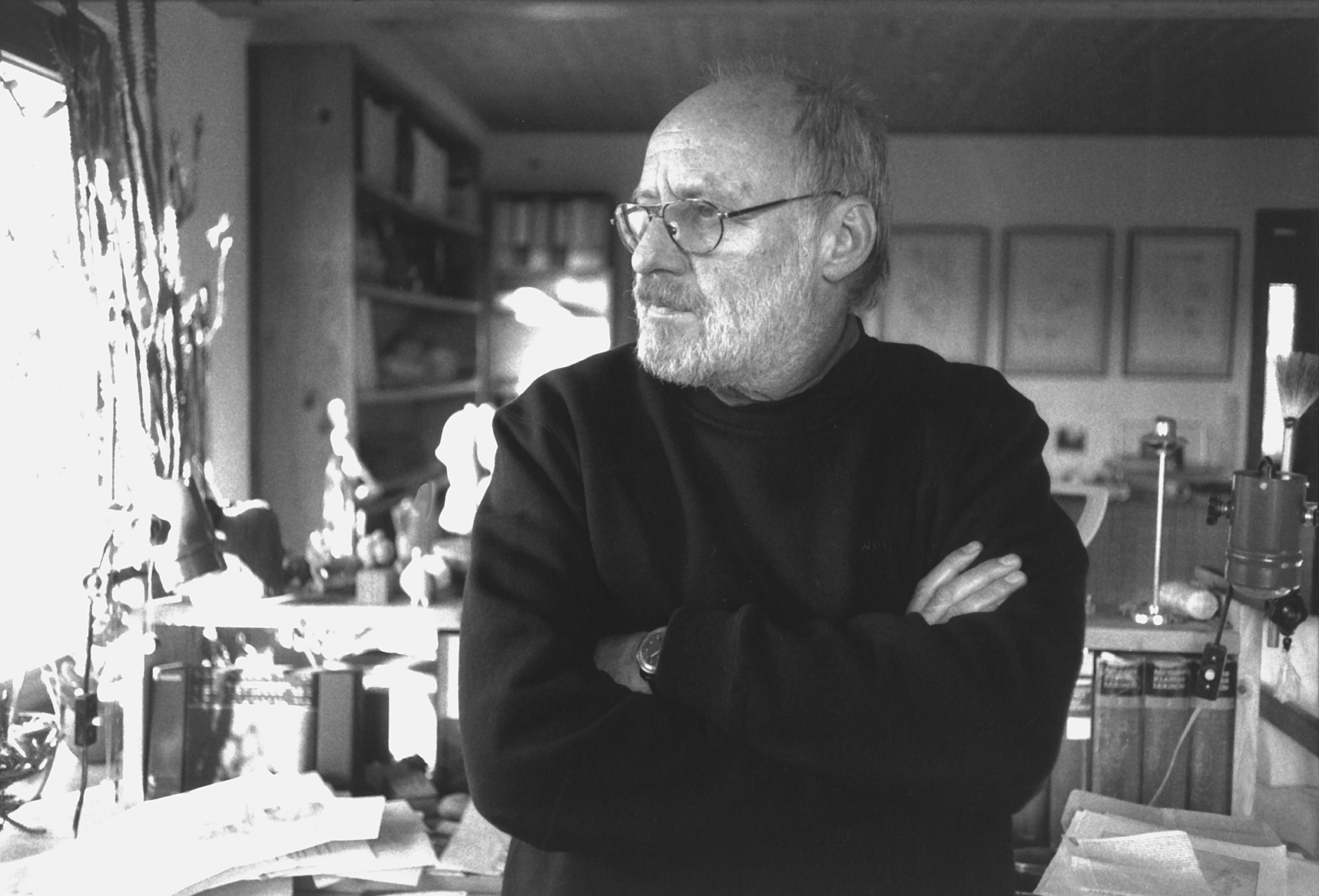
Harald Stieding

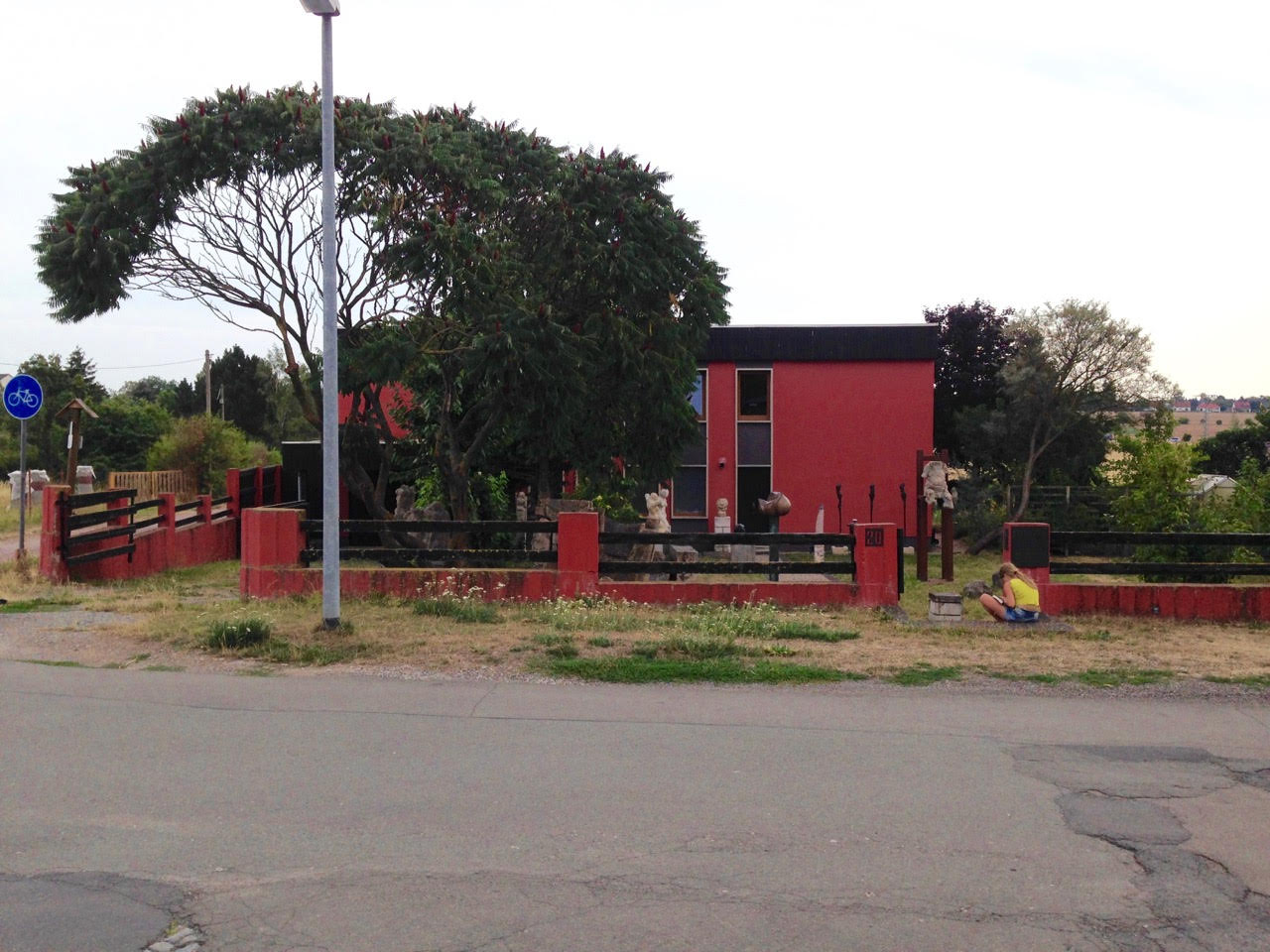
Atelierhaus Homburger Weg, Bad Langensalza

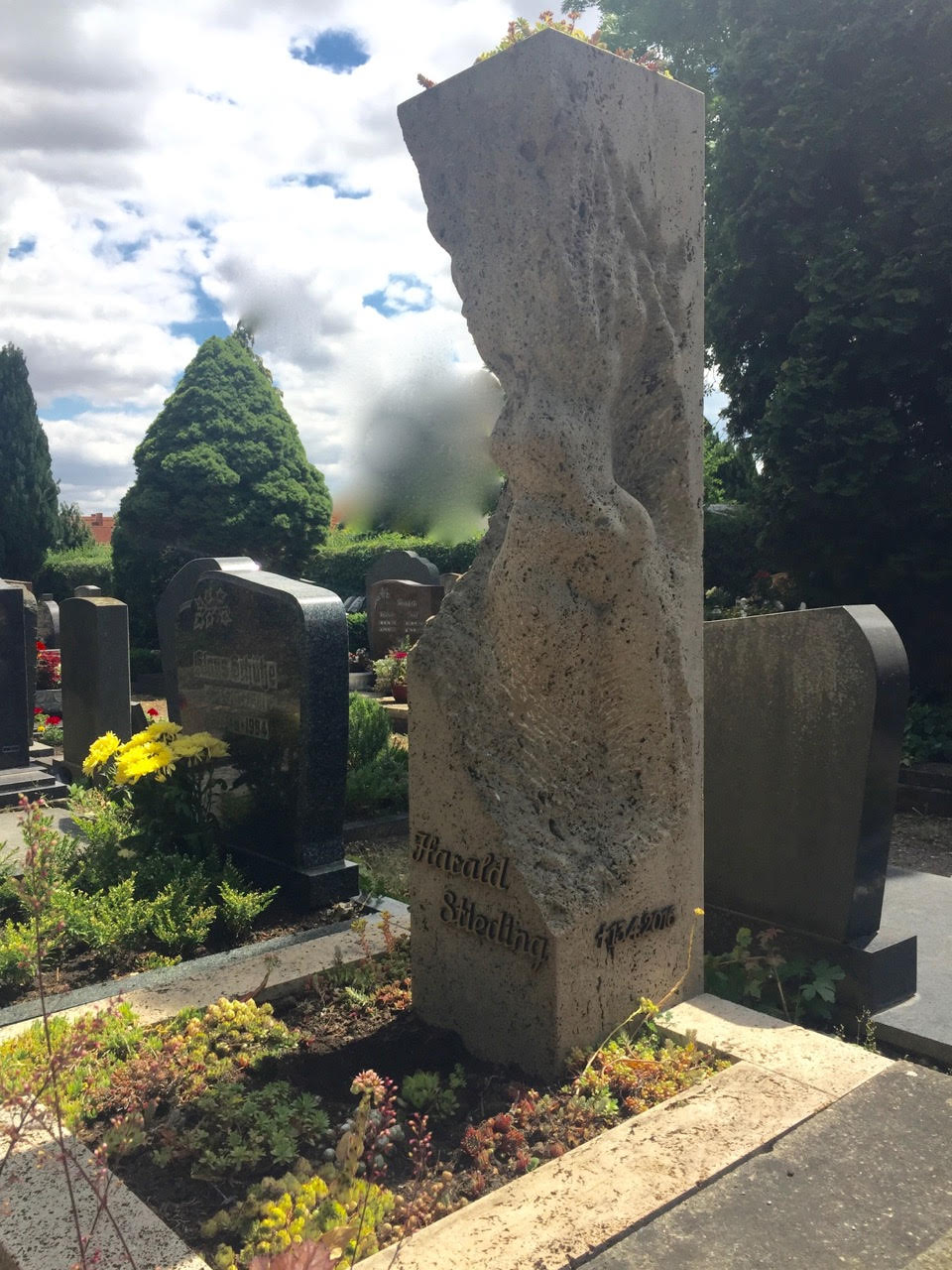
Letzte Ruhestätte. Der Grabstein ist eine Arbeit des Künstlers

Harald Stieding (* 6. Januar 1940 in Ufhoven; † 13. April 2016 in Bad Langensalza) war ein deutscher Bildhauer und Grafiker.

## Leben
Harald Stieding begann bereits mit 15 Jahren eine Steinmetzlehre und studierte von 1960 bis 1963 an der Fachhochschule für Angewandte Kunst in Leipzig. Er war von 1967 bis 1990 Mitglied des Verbands Bildender Künstler der DDR und arbeitete seit 1969 freischaffend in Bad Langensalza, zuletzt in seinem nach eigenen Entwürfen Ende der 80er Jahre errichteten Atelierhaus am Homburger Weg in Bad Langensalza.
Seine bildhauerischen Werke, darunter viele Auftragswerke, die an bedeutende Persönlichkeiten und Ereignisse erinnern, finden sich prägend im Stadtbild und vielen Parkanlagen in Bad Langensalza, an vielen weiteren Orten in Thüringen und überregional.
Eins der letzten großen Werke von Harald Stieding ist das Adenauer-Schuman-Gedenkzeichen zur Erinnerung an die erste Begegnung der beiden Staatsmänner am 10. Oktober 1948, die damit in Bassenheim einen wichtigen Beitrag zur deutsch-französischen Annäherungen leisteten. Die höchste der zwölf Basaltstelen des am 18. Juni 2012 in Anwesenheit von Ministerpräsident Kurt Beck neben dem Rathaus von Bassenheim eingeweihten Denkmals trägt eine Skulptur der Europa auf dem Stier. Auf zwei niedrigeren Stelen der Anlage stehen sich Robert Schuman und Konrad Adenauer gegenüber.

Adenauer-Schuman-Gedenkzeichen in Bassenheim
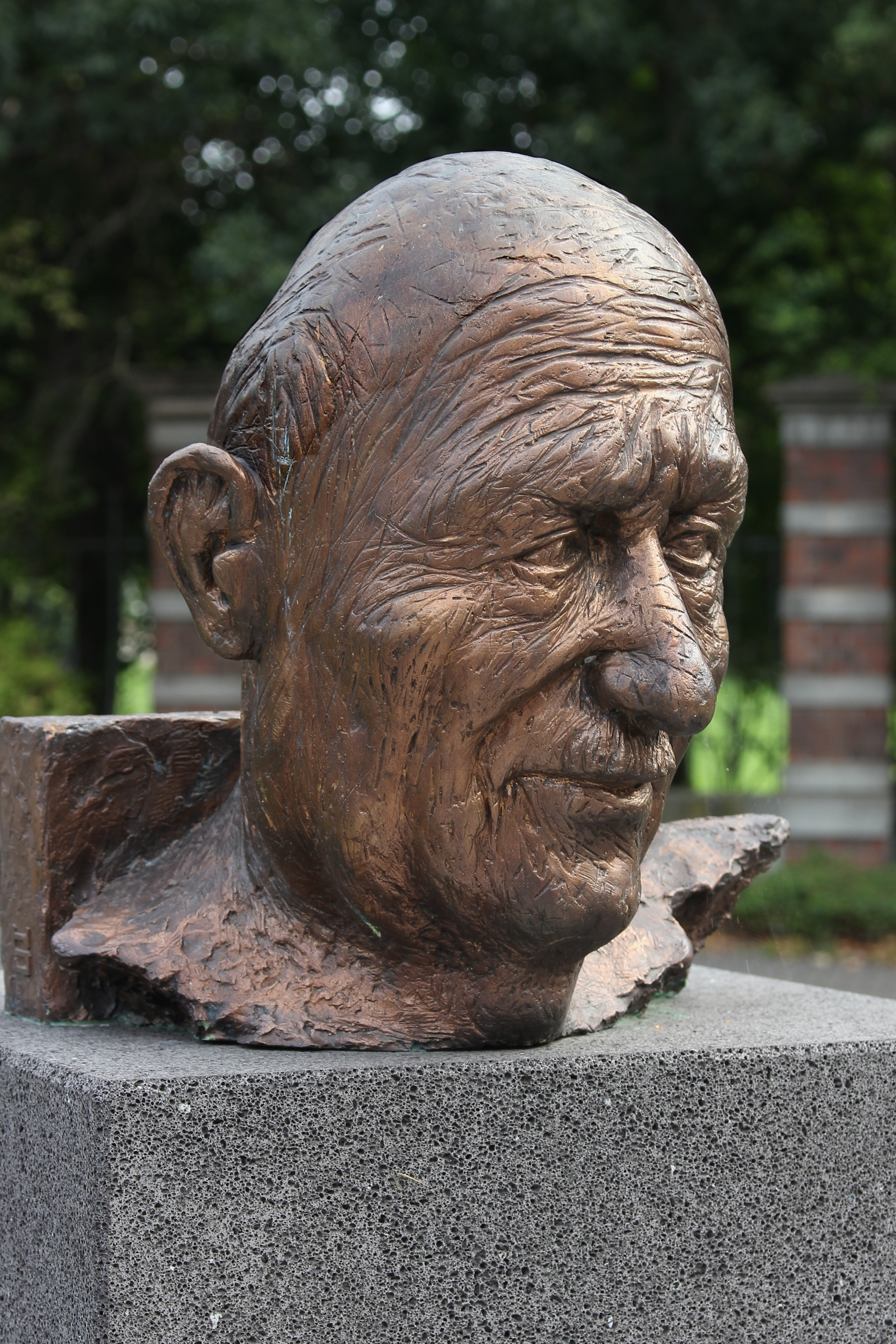
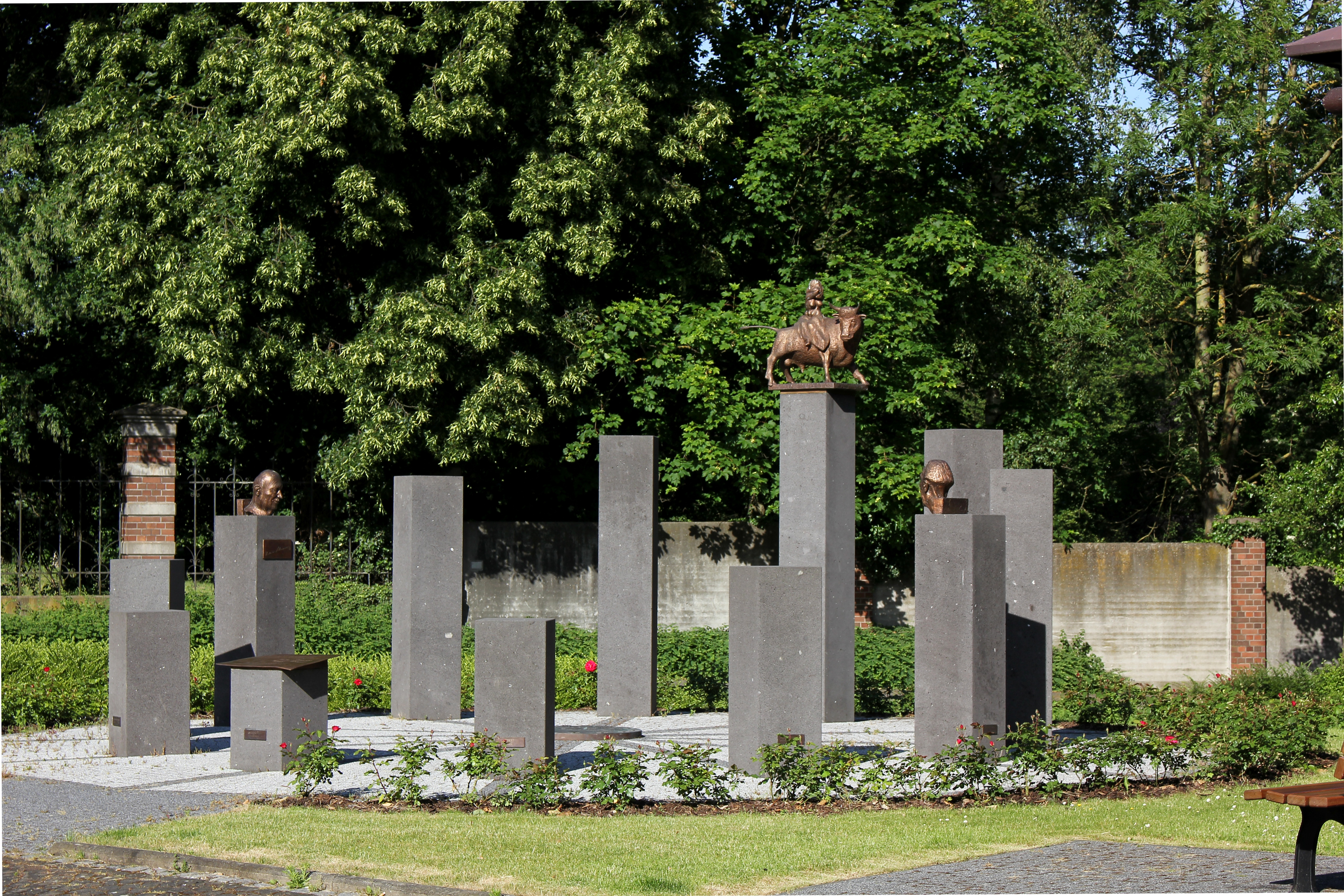
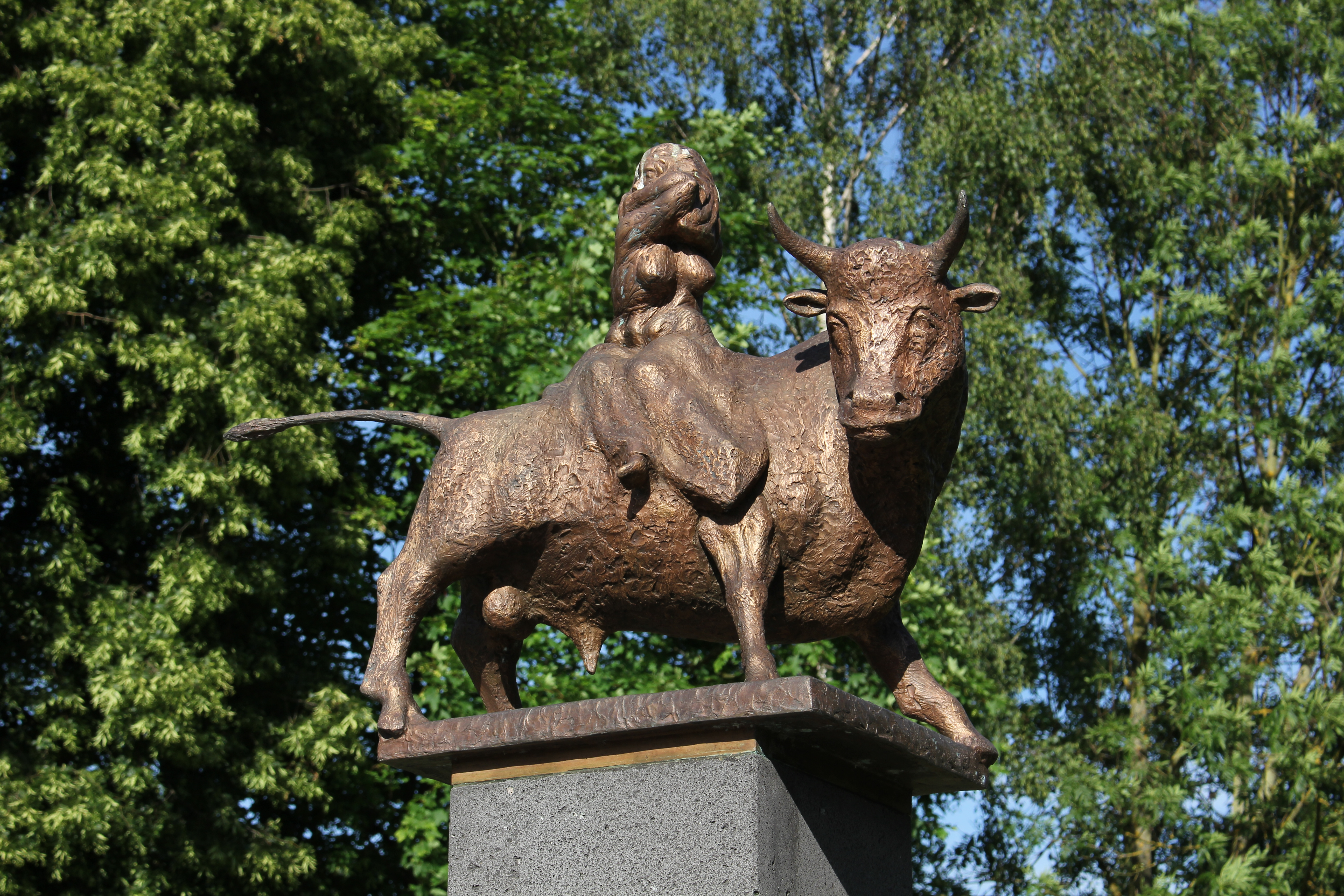
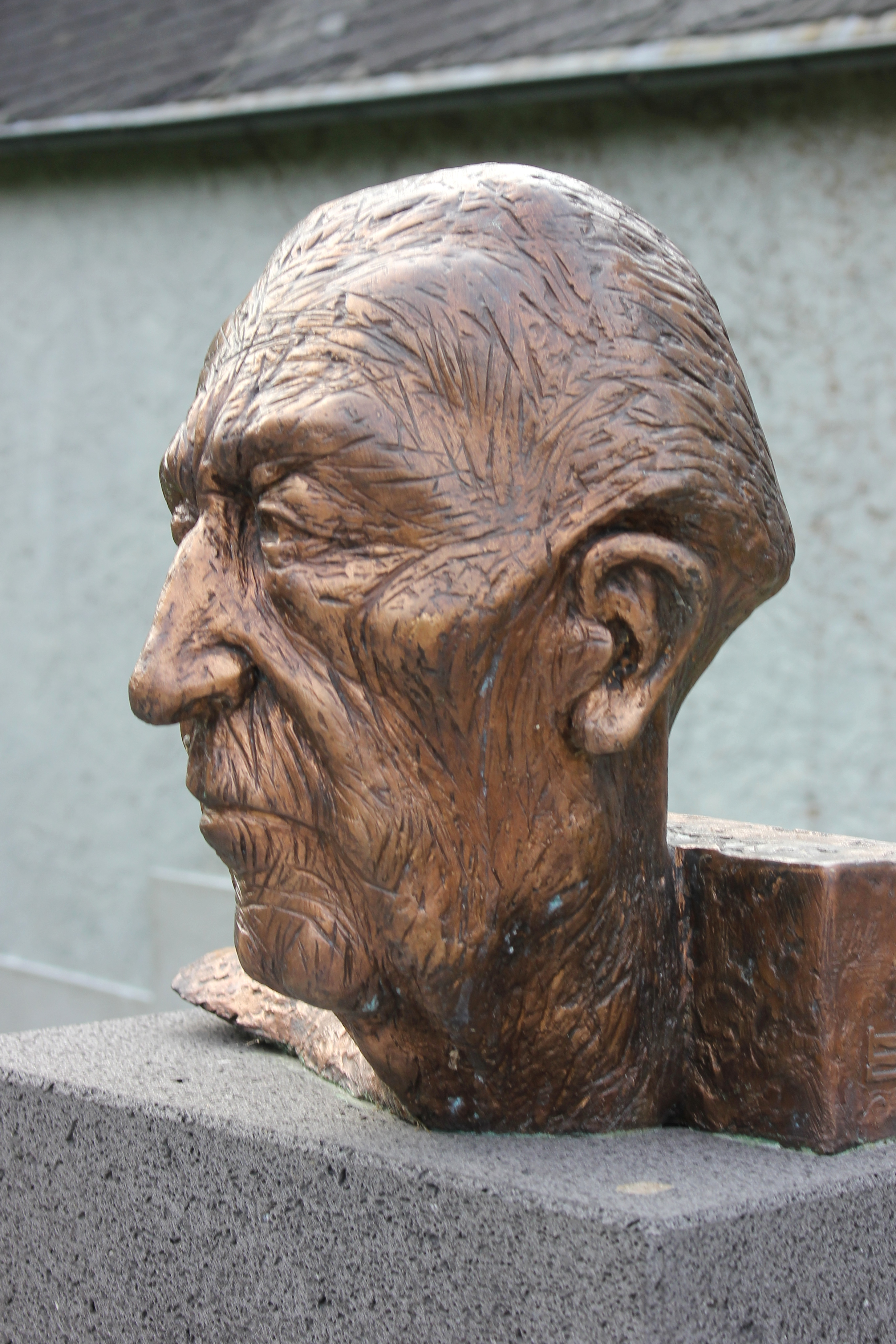

Nach dem Tod des Künstlers, der in Bad Langensalza auf dem Hauptfriedhof seine letzte Ruhestätte fand, übernahm sein Sohn, der Maler Jan Stieding das Atelierhaus, das sich im Wesentlichen in seinem ursprünglichen Zustand befindet und u. a. zum „Tag der Offenen Ateliers in Thüringen“ zu besichtigen ist. Der Nachlass wird ebenfalls von Jan Stieding und dessen Frau, der Kunsthistorikerin Katja Schlenker, verwaltet.

## Ehrungen in der DDR
- 1984: Banner der Arbeit (im Kollektiv)
- 1986: Johannes-R.-Becher-Medaille in Gold

## Teilnahme an zentralen und wichtigen regionalen Ausstellungen in der DDR
- 1969 bis 1984: Erfurt, fünf Bezirkskunstausstellungen
- 1982/1983: Dresden, IX. Kunstausstellung der DDR
- 1986: Gotha, Schlossmuseum („Das Urteil des Paris in der bildenden Kunst der DDR“)
- 1986/1987: Suhl („Das sicher sei, was uns lieb ist“. Ausstellung zum 40. Jahrestag der Gründung der Grenztruppen der DDR)
- 1987: Dresden, Galerie Rähnitzgasse („Wirklichkeit und Bildhauerzeichnung“)